# Aegilipsovelia
Aegilipsovelia is een geslacht van wantsen uit de familie beeklopers (Veliidae). Het geslacht werd voor het eerst wetenschappelijk beschreven door J. Polhemus in 1970.

## Soorten
Het genus bevat de volgende soorten:

- Aegilipsovelia libasa J. Polhemus, 1970
- Aegilipsovelia malkini (Drake & Hussey, 1955)
- Aegilipsovelia origami J. Polhemus, 1970